# Échangeur du Rondeau
 (décembre 2022).
La mise en forme du texte ne suit pas les recommandations de Wikipédia : il faut le « wikifier ».
Les points d'amélioration suivants sont les cas les plus fréquents. Le détail des points à revoir est peut-être précisé sur la page de discussion.
- Les titres sont pré-formatés par le logiciel. Ils ne sont ni en capitales, ni en gras.
- Le texte ne doit pas être écrit en capitales (les noms de famille non plus), ni en gras, ni en italique, ni en « petit »…
- Le gras n'est utilisé que pour surligner le titre de l'article dans l'introduction, une seule fois.
- L'italique est rarement utilisé : mots en langue étrangère, titres d'œuvres, noms de bateaux, etc.
- Les citations ne sont pas en italique mais en corps de texte normal. Elles sont entourées par des guillemets français : « et ».
- Les listes à puces sont à éviter, des paragraphes rédigés étant largement préférés. Les tableaux sont à réserver à la présentation de données structurées (résultats, etc.).
- Les appels de note de bas de page (petits chiffres en exposant, introduits par l'outil «  Source ») sont à placer entre la fin de phrase et le point final[comme ça].
- Les liens internes (vers d'autres articles de Wikipédia) sont à choisir avec parcimonie. Créez des liens vers des articles approfondissant le sujet. Les termes génériques sans rapport avec le sujet sont à éviter, ainsi que les répétitions de liens vers un même terme.
- Les liens externes sont à placer uniquement dans une section « Liens externes », à la fin de l'article. Ces liens sont à choisir avec parcimonie suivant les règles définies. Si un lien sert de source à l'article, son insertion dans le texte est à faire par les notes de bas de page.
- La présentation des références doit suivre les conventions bibliographiques. Il est recommandé d'utiliser les modèles {{Ouvrage}}, {{Chapitre}}, {{Article}}, {{Lien web}} et/ou {{Bibliographie}}. Le mode d'édition visuel peut mettre en forme automatiquement les références.
- Insérer une infobox (cadre d'informations à droite) n'est pas obligatoire pour parachever la mise en page.

Pour une aide détaillée, merci de consulter Aide:Wikification.
Si vous pensez que ces points ont été résolus, vous pouvez retirer ce bandeau et améliorer la mise en forme d'un autre article.
L'échangeur du Rondeau est un échangeur autoroutier situé principalement sur la commune d'Échirolles dans la région Auvergne-Rhône-Alpes sur l'autoroute A480. Il permet de raccorder la rocade sud de Grenoble à l'A480. Cet échangeur numéroté 5, associé au pont du Rondeau et au quartier du même nom à Grenoble, permet la desserte de Seyssins situé sur la rive gauche du Drac depuis la rocade sud.

## Histoire
L'échangeur du Rondeau est mis en service entre 1982 et 1983 à la suite de la prolongation de la rocade sud et de l'A480 en direction de cet échangeur du Rondeau. Il devient le point névralgique de la circulation dans la métropole grenobloise et reste au fil des années la principale source des bouchons routiers. En 2015, l'échangeur reçoit jusqu'à 12 600 véhicules par heure entre 16 heures et 19 heures. La même année, la modification de l'échangeur est inscrite au contrat de plan État-région 2015-2020, grâce à l'intervention et au soutien de François Hollande et de Manuel Valls. Le coût financier du réaménagement se monte à 63 millions d'euros, études comprises. La modification de cet échangeur sur lequel transitent 200 000 véhicules chaque jour, est prévu à l'horizon 2020 et doit permettre de séparer les flux de véhicules en transit local du flux de passage.
Parallèlement, dans le cadre du plan de relance économique, Manuel Valls confie la concession et l’aménagement de l'autoroute A480 desservant l'échangeur du Rondeau, à la société d'autoroutes AREA dans un décret du 21 août 2015, donnant ainsi une possibilité financière pour effectuer des travaux d'élargissement à trois voies de cette autoroute.

## Enjeu politique
Si l'aménagement de l'échangeur du Rondeau fait l'unanimité dans la classe politique locale, l'élargissement de l'A480 divise cette même classe politique. Lors de l'élection municipale de 2014 à Grenoble, les aménagements autoroutiers restent encore un enjeu électoral. L'année suivante, pour Éric Piolle, maire écologiste de Grenoble, un élargissement de l'autoroute n'est pas envisageable. En 2015, avec l'arrivée d'une nouvelle majorité départementale de droite, la fracture se poursuit entre la métropole de Grenoble et Jean-Pierre Barbier, président du Conseil départemental de l'Isère. 
En septembre 2016, Christophe Ferrari obtient un accord historique sur l'aménagement de l'A480, qui passera à deux fois trois voies en 2022 entre l'échangeur du Rondeau et celui de Fontaine sans élargir l'emprise de l'autoroute et avec limitation de vitesse à 70 km/h. Le réaménagement de l'échangeur du Rondeau pour un montant de 80 millions d'euros faisant partie de l'accord. Il entrainera l'impossibilité pour les habitants de Seyssins et de la rive gauche du Drac de rejoindre la rocade sud.